# Сакский ярус
| Кембрийский период в ОСШ (Россия) Деление по состоянию на март 2024 года |         |              |                       |
| система                                                                  | отдел   | ярус / век   | Ниж. граница, млн лет |
| Ордовик                                                                  | Нижний  | Тремадокский | 485,4±1,9             |
| Кембрий                                                                  | Верхний | Батырбайский | ?                     |
| Кембрий                                                                  | Верхний | Аксайский    | ?                     |
| Кембрий                                                                  | Верхний | Сакский      | ~497                  |
| Кембрий                                                                  | Средний | Аюсокканский | 500                   |
| Кембрий                                                                  | Средний | Майский      | ~504,5                |
| Кембрий                                                                  | Средний | Амгинский    | 509                   |
| Кембрий                                                                  | Нижний  | Тойонский    | ?                     |
| Кембрий                                                                  | Нижний  | Ботомский    | ?                     |
| Кембрий                                                                  | Нижний  | Атдабанский  | ?                     |
| Кембрий                                                                  | Нижний  | Томмотский   | 535±1                 |
| Венд                                                                     | Верхний | Верхний      | больше                |

Сакский ярус (англ. Sakian Stage, Є3s) — первый (нижний) ярус верхнего отдела кембрийской системы в Общей стратиграфической шкале России. Охватывает породы, сформировавшиеся в сакский век позднего кембрийского периода. Располагается над аюсокканским ярусом среднего кембрия и под аксайским ярусом верхнего кембрия.
Ранее рассматривался как второй ярус верхнего отдела, следующий за аюсокканским ярусом. Нижняя граница соответствует нижней границе паибского яруса Международной стратиграфической шкалы (возраст около 497 млн лет). Назван по имени саков — азиатских скифов, в древности населявших значительную часть Казахстана. Характеризуется появлением новых родов и видов трилобитов.
В 1960 году на реке Кутугун в составе сакского яруса выделен кутугунский горизонт со стратотипом в её нижнем течении. Горизонт образуют трилобитовые зоны Glyptagnostus reticulatus — Eugonocare (Olenaspella) evansi и Jrvingella?-Maladioidella abdita. В кутугунских слоях обнаружены брахиоподы.